# PFL 4 (säsong 2019)
PFL 4, den fjärde MMA-galan i 2019 års säsong av Professional Fighters League gick av stapeln 11 juli 2019 på Ocean Resort Casino i Atlantic City, NJ. Den innehöll matcher i viktklasserna weltervikt och lättvikt (damer).

## Invägning
Både matcherna i damernas lättvikt mellan Sarah Kaufman och Roberta Samad och den mellan welterviktarna André Fialho och Zane Kamaka ströks när Samad och Kamaka missade sina invägningar.

## Ligan efter evenemanget
Poängsystemet är baserat på vinstpoäng med avslutsbonusar. Tre poäng går till vinnaren och noll poäng till förloraren i det vanliga vinstpoängsystemet. Blir matchen oavgjord får båda atleterna en poäng vardera. Avslutsbonusarna är tre bonuspoäng för avslut i första ronden. Två poäng för avslut i andra ronden, och en poäng för avslut i tredje ronden. Exempelvis får en atlet som vinner i första ronden totalt sex poäng. Missar en atlet vikten förlorar denne och motståndaren vinner tre poäng via WO.

### Weltervikt
| Atlet                    | Vinster | Oavgjorda | Förlorade | 1 | 2 | 3 | Total Poäng |
| ------------------------ | ------- | --------- | --------- | - | - | - | ----------- |
| ♛ Glaico Franca          | 2       | 0         | 0         | 1 | 0 | 1 | 10          |
| ♛ Magomed Magomedkerimov | 2       | 0         | 0         | 1 | 0 | 0 | 9           |
| ♛ Sadibou Sy             | 1       | 0         | 1         | 1 | 0 | 0 | 6           |
| ♛ John Howard            | 1       | 0         | 1         | 1 | 0 | 0 | 6           |
| ♛ David Michaud          | 1       | 0         | 1         | 1 | 0 | 0 | 6           |
| ♛ Ray Cooper III         | 1       | 0         | 1         | 0 | 1 | 0 | 5           |
| ♛ Chris Curtis           | 1       | 0         | 1         | 0 | 0 | 1 | 4           |
| ♛ André Fialho           | 1       | 0         | 1         | 0 | 0 | 0 | 3           |
| U Handesson Ferreira     | 1       | 0         | 1         | 0 | 0 | 0 | 3           |
| U João Zeferino          | 1       | 0         | 0         | 0 | 0 | 0 | 3           |
| U Bojan Veličković       | 0       | 0         | 2         | 0 | 0 | 0 | 0           |
| U Zane Kamaka            | 0       | 0         | 2         | 0 | 0 | 0 | 0           |

### Lättvikt (damer)
| Atlet              | Vinster | Oavgjorda | Förlorade | 1 | 2 | 3 | Total Poäng |
| ------------------ | ------- | --------- | --------- | - | - | - | ----------- |
| ♛ Sarah Kaufman    | 2       | 0         | 0         | 1 | 0 | 0 | 9           |
| ♛ Kayla Harrison   | 2       | 0         | 0         | 1 | 0 | 0 | 9           |
| ♛ Genah Fabian     | 1       | 0         | 1         | 1 | 0 | 0 | 6           |
| ♛ Larissa Pacheco  | 1       | 0         | 1         | 1 | 0 | 0 | 6           |
| U Bobbi-Jo Dalziel | 1       | 0         | 0         | 0 | 0 | 0 | 3           |
| U Roberta Samad    | 1       | 0         | 1         | 0 | 0 | 0 | 3           |
| U Moriel Charneski | 0       | 0         | 2         | 0 | 0 | 0 | 0           |
| U Morgan Frier     | 0       | 0         | 2         | 0 | 0 | 0 | 0           |

♛ = Gick vidare ---
U = Utslagen